# La Esperanza (Quetzaltenango)
Este artículo corresponde al municipio del departamento de Quetzaltenango en Guatemala
La Esperanza es un municipio del departamento de Quetzaltenango, localizado a 7 km de la ciudad de Quetzaltenango y a 206 km de la Ciudad de Guatemala en la República de Guatemala.
Originalmente era conocido como la aldea «Los Alisos» del municipio de Quetzaltenango, hasta que fue elevada a municipio durante el gobierno del licenciado Manuel Estrada Cabrera, en 1910.  En el siglo xxi el municipio se incorporó a la Mancomunidad Metrópoli de los Altos, una entidad que involucra a varios municipios de los departamentos de Quetzaltenango y Totonicapán y que promueve el desarrollo sostenible de los mismos a corto, mediano y largo plazo.

## Geografía física

### Clima
El clima es templado (clasificación de Köppen: Csb).
| Parámetros climáticos promedio de La Esperanza, Quetzaltenango | Parámetros climáticos promedio de La Esperanza, Quetzaltenango | Parámetros climáticos promedio de La Esperanza, Quetzaltenango | Parámetros climáticos promedio de La Esperanza, Quetzaltenango | Parámetros climáticos promedio de La Esperanza, Quetzaltenango | Parámetros climáticos promedio de La Esperanza, Quetzaltenango | Parámetros climáticos promedio de La Esperanza, Quetzaltenango | Parámetros climáticos promedio de La Esperanza, Quetzaltenango | Parámetros climáticos promedio de La Esperanza, Quetzaltenango | Parámetros climáticos promedio de La Esperanza, Quetzaltenango | Parámetros climáticos promedio de La Esperanza, Quetzaltenango | Parámetros climáticos promedio de La Esperanza, Quetzaltenango | Parámetros climáticos promedio de La Esperanza, Quetzaltenango | Parámetros climáticos promedio de La Esperanza, Quetzaltenango |
| Mes                                                            | Ene.                                                           | Feb.                                                           | Mar.                                                           | Abr.                                                           | May.                                                           | Jun.                                                           | Jul.                                                           | Ago.                                                           | Sep.                                                           | Oct.                                                           | Nov.                                                           | Dic.                                                           | Anual                                                          |
| -------------------------------------------------------------- | -------------------------------------------------------------- | -------------------------------------------------------------- | -------------------------------------------------------------- | -------------------------------------------------------------- | -------------------------------------------------------------- | -------------------------------------------------------------- | -------------------------------------------------------------- | -------------------------------------------------------------- | -------------------------------------------------------------- | -------------------------------------------------------------- | -------------------------------------------------------------- | -------------------------------------------------------------- | -------------------------------------------------------------- |
| Temp. máx. media (°C)                                          | 17.9                                                           | 18.9                                                           | 20.4                                                           | 21.7                                                           | 21.5                                                           | 20.2                                                           | 19.9                                                           | 20.3                                                           | 19.8                                                           | 19.2                                                           | 19.3                                                           | 18.2                                                           | 19.8                                                           |
| Temp. media (°C)                                               | 10.5                                                           | 11.4                                                           | 12.8                                                           | 14.8                                                           | 15.9                                                           | 15.4                                                           | 15.0                                                           | 14.7                                                           | 14.9                                                           | 14.2                                                           | 13.0                                                           | 11.5                                                           | 13.7                                                           |
| Temp. mín. media (°C)                                          | 3.2                                                            | 3.9                                                            | 5.3                                                            | 7.9                                                            | 10.3                                                           | 10.7                                                           | 10.1                                                           | 9.2                                                            | 10.0                                                           | 9.2                                                            | 6.7                                                            | 4.8                                                            | 7.6                                                            |
| Precipitación total (mm)                                       | 2                                                              | 3                                                              | 7                                                              | 32                                                             | 135                                                            | 177                                                            | 181                                                            | 147                                                            | 216                                                            | 120                                                            | 19                                                             | 3                                                              | 1042                                                           |
| Fuente: Climate-data.org                                       |                                                                |                                                                |                                                                |                                                                |                                                                |                                                                |                                                                |                                                                |                                                                |                                                                |                                                                |                                                                |                                                                |

### Ubicación geográfica
El municipio de La Esperanza se encuentra en la parte norte del departamento de Quetzaltenango; se encuentra a una distancia de 5 km de la cabecera departamental Quetzaltenango y sus colindancias son exclusivamente municipios del departamento de ese nombre:
- Norte: San Mateo y San Miguel Sigüila
- Sur: Quetzaltenango
- Este: San Mateo y Ostuncalco
- Oeste: Olintepeque[6]

|                    | Norte: San Mateo San Miguel Sigüila |                 |
| Oeste: Olintepeque |                                     | Este: San Mateo |
|                    | Sur: Quetzaltenango.                |                 |

## Gobierno municipal
Los municipios se encuentran regulados en diversas leyes de la República, que establecen su forma de organización, lo relativo a la conformación de sus órganos administrativos y los tributos destinados para los mismos.  Aunque se trata de entidades autónomas, se encuentran sujetos a la legislación nacional y las principales leyes que los rigen desde 1985 son:
| N.º | Ley                                                | Descripción |
| --- | -------------------------------------------------- | --- |
| 1   | Constitución Política de la República de Guatemala | Tiene una regulación legal específica para los municipios en los artículos 253 al 262. |
| 2   | Ley Electoral y de Partidos Políticos              | Ley de carácter constitucional aplicable a los municipios en el tema de la conformación de sus autoridades electas. |
| 3   | Código Municipal                                   | Decreto 12-2002 del Congreso de la República de Guatemala. Tiene la categoría de ley ordinaria y contiene preceptos generales aplicables a todos los municipios, e inclusive contiene legislación referente a la creación de los municipios.             |
| 4   | Ley de Servicio Municipal                          | Decreto 1-87 del Congreso de la República de Guatemala. Regula las relaciones entra la municipalidad y los servidores públicos en materia laboral. Tiene su base constitucional en el artículo 262 de la constitución que ordena la emisión de la misma. |
| 5   | Ley General de Descentralización                   | Decreto 14-2002 del Congreso de la República de Guatemala. Regula el deber constitucional del Estado, y por ende del municipio, de promover y aplicar la descentralización y desconcentración económica y administrativa.                                |

El gobierno de los municipios está a cargo de un Concejo Municipal mientras que el código municipal —ley ordinaria que contiene disposiciones que se aplican a todos los municipios— establece que «el concejo municipal es el órgano colegiado superior de deliberación y de decisión de los asuntos municipales […] y tiene su sede en la circunscripción de la cabecera municipal»; el artículo 33 del mencionado código establece que «[le] corresponde con exclusividad al concejo municipal el ejercicio del gobierno del municipio».
El concejo municipal se integra con el alcalde, los síndicos y concejales, electos directamente por sufragio universal y secreto para un período de cuatro años, pudiendo ser reelectos.
Existen también las Alcaldías Auxiliares, los Comités Comunitarios de Desarrollo (COCODE), el Comité Municipal del Desarrollo (COMUDE), las asociaciones culturales y las comisiones de trabajo. Los alcaldes auxiliares son elegidos por las comunidades de acuerdo a sus principios y tradiciones, y se reúnen con el alcalde municipal el primer domingo de cada mes, mientras que los Comités Comunitarios de Desarrollo y el Comité Municipal de Desarrollo organizan y facilitan la participación de las comunidades priorizando necesidades y problemas.

## Historia

### Época prehispánica
El sitio que ocupa La Esperanza era conocido por los k'iche's como «Chilmop» o «Chilmob», que significa «lugar o tierra de Los Alisos», por la gran cantidad de árboles de esta especie que se encontraban en la localidad y que llegaban hasta las orillas del moderno pueblo de San Mateo, que los k'iche's denominaban «Tzan Ixim Uleu», que significa «nariz de la tierra del maíz». 
En 1300 d. C. los k'iche's conquistaron a los mam, cuando al mando del cacique Kaveq Nejaib conquistaron todo el valle de Wuk Xincan, desde el cerro Siete Orejas hasta llegar el moderno poblado de San Francisco El Alto; esa región había sido ocupada por los mam desde aproximadamente el año 1300 a. C.

### Creación del municipio
El municipio de La Esperanza era anteriormente la aldea llamada «Los Alisos» y formaba parte del municipio de Quetzaltenango. En 1894, el entonces alcalde auxiliar de Quetzaltenango, Francisco Escobar, compró terrenos para incrementar el territorio de la aldea. Posteriormente, el 25 de febrero de 1899, Escobar recibió terrenos adicionales de cien varas cuadradas que le donó el señor José María Barrios.
Gracias al gran crecimiento territorial y poblacional que había en la aldea, se convirtió en un lugar urbano, y el 7 de abril de 1910 fue declarada y fundada oficialmente como municipio del departamento de Quetzaltenango con el nombre de «La Esperanza» por el gobierno del licenciado Manuel Estrada Cabrera.

### Terremoto de 1942
Con el terremoto que se registró el seis de agosto de 1942 sufrió graves daños, y el 95% de la población quedó sin vivienda; por iniciativa de algunos vecinos, quienes aprovecharon que la cabecera municipal estaba aislada de la carretera asfaltada por derrumbes, se trasladaron las oficinaes municipales al cantón «El Progreso», o «Pila de Los Rodas» y sin autorización alguna le dieron el nombre de «La Victoria» el 12 de febrero de 1943.  Debido a los conflictos que los pobladores tenían con el nuevo nombre, el 26 de septiembre de 1945 el municipio volvió a llamarse «La Esperanza».

### SigloXXI: Mancomunidad Metrópoli de Los Altos
Esta entidad se formó en el siglo xxi, cuenta con una extensión territorial de 871.06 km² y está compuesta por una población total de 364,258 habitantes. La Mancomunidad está conformada por los municipios de San Andrés Xecul y Totonicapán en el departamento de Totonicapán y por los municipios de San Carlos Sija, Sibilia, La Esperanza, San Juan Ostuncalco, Quetzaltenango, Zunil y Salcajá en el departamento de Quetzaltenango, los cuales se adhirieron a la entidad voluntariamente. Los municipios son representados a través de sus Consejos Municipales y «promueve el desarrollo local, integral y sostenible de los municipios integrantes mediante la formulación de políticas públicas municipales, planes, programas y proyectos, la ejecución de obras y la prestación eficiente de los servicios de su competencia, en forma individual y conjunta».

## Economía

### Agricultura
La agricultura es una de las principales fuentes económicas que tiene el municipio de La Esperanza. Los principales cultivos que se cosechan en el municipio son:
- Maíz
- Trigo
- Frijol
- Haba
- Frutas

También existen otros cultivos que no son tan producidos que son:
- Ayote
- Verduras
- Papa